# Борд
 Тази статия е за корабния елемент.  За френския музикант вижте Шарл Борд.  
Борд е странична част на плавателен съд, състояща се от външната обшивка на съда и укрепващия я набор. Частта от борда над горната палуба се нарича фалшборд.

## Чуждестранни названия

### Нидерландско-немска терминология
Научна притечка:
ЩОЙЕРБОРД – дясната страна на плавателен съд.
БАКБОРД – лявата страна на плавателен съд.
Щойерборд (нем.) или „щирборд“, представлява дясната страна по цялото протежение на корабната бордовата стеничност, намиращо се под релинга (парапет, перила на кораб) на съответното плавателно океанско или морско средство.
Бекборд (нем.) или „бакборд“ представлява лявата страна по цялото протежение на корабната бордовата стеничност, намиращо се под релинга (парапет, перила на кораб) на съответното плавателно океанско или морско средство.
Още от времето на Петър I в Русия за именуване на частите на плавателните съдове се използва нидерландската терминология. Например десният борд се нарича щирборд (на нидерландски: stuurboord), левият борд – бакборд (на нидерландски: bakboord).

### Международен морски език – английска терминология
Във връзка с това, че английският език става международен морски език, всички разговори моряците водят на английски. Моряците от всички страни използват английските имена на бордовете (нидерландските термини се използват все още в региона на Северно море и Балтика). Според международната терминология десният борд е прието да се нарича starboard side (старборд сайд), а левият – port side (порт сайд). Интересен е произходът на думите starboard и port. Някога съдовете акостирали към пристана винаги с левия си борд и имали там специална врата на фалшборда за поставяне на трапа (щрек) (дървеното мостче за свързване на съда с пристана) и извършване на товаро-разтоварните дейности през тази вратичка. Първоначално левият борд се нарича larboard, от lodeboard, т.е. товарителен, товарен, за товарене борд. На десния борд на кърмата се разполага рулевото весло (oar for steering = steor). По-късно steorbord се изменя на starboard, без това да има нищо общо със звездите (star – звезда).
Постепенно моряците спират използването на английските думи left и right (ляво и дясно) и ги заменят с имената на бордовете: port и starboard, за да указват посоката.
В Стандартен морски навигационен речник-разговорник (второ, английско име Standart marine navigation vocabulary), издание на Министерството на морския флот на СССР от 1975 г., също са използвани port side и starboard side при именуването на бордовете на съда. Няколко фрази от този речник разговорник:
- Please rig pilot ladder on port/starboard side – Моля, подайте лоцманския трап на левия/десния борд.
- I have a list to port/starboard of... degrees – Имам крен на левия/десния борд от ... градуса. Тук е изпусната думата side – допустимо и често срещано.
- The vessel to port/starboard of you is... – Съд, намиращ се от Вас по левия/десния борд...
- Do not pass on my port/starboard side – Не преминавайте откъм моя ляв/десен борд.
- Ship astern wishes to overtake on your port/starboard side – Съдът по кърмата иска да Ви изпревари по левия/десния борд.

Тази терминология се използва от всички моряци при международни плавания.

### Испанска и подобни европейски терминологии
В испаноезичните страни са уважавани чужденците и чуждоговорещите моряци, които говорят на испански, а не на английски. Подобни са имената на португалски и френски език.
| Български  | Руски       | Испански | Португалски | Френски | Италиански |
| ---------- | ----------- | -------- | ----------- | ------- | ---------- |
| ляв борд   | левый борт  | babor    | bombordo    | bâbord  | babordo    |
| десен борд | правый борт | estibor  | estibordo   | tribord | tribordo   |

В испанския, както и в английския език, се използват други думи в обикновената реч (не морски език), за означаване на ляв и десен.

## Нощно обозначение на бордовете
През нощта, за да се обозначи посоката на движение на съда от началото на 19 век се поставят сигнални светлини:
- на десния борд – зелена светлина
- на левия борд – червена светлина

Зелено и червено са избрани като най-лесно различими цветове в тъмното.
По същия начин са разположени зелена и червена светлина на двата края на самолетните крила.